# Meister des Prenzlauer Hochaltars
Der Meister des Prenzlauer Hochaltars ist der Notname eines oder wohl eher zweier in Lübeck zu Beginn des 16. Jahrhunderts wirkender Künstler, benannt nach dem auf 1512 datierten Hochaltar der Marienkirche in Prenzlau.

## Prenzlauer Hochaltar in moderner Zeit
Der in Lübeck gefertigte Schnitzaltar überlebte den Großen Brand von Prenzlau 1945 teilweise, weil er vorsorglich in einem Turm eingemauert worden war. Er steht wieder in der damals abgebrannten und nach 1970 wieder aufgebauten backsteingotischen Marienkirche. Allerdings wurden die geschnitzten Figuren des Altars im Jahr 1991 gestohlen. Ein Teil von ihnen konnte kurz darauf in Lübeck sichergestellt werden.

## Der oder die Meister?
Die Kunstwissenschaft vermutet, dass Bildschnitzer und Bildmaler des Altars verschiedene Personen waren. Hinsichtlich der Bildschnitzerei unterscheidet sich der Altar von Arbeiten der ihm sonst nahe kommenden Lübecker Künstler Claus Berg oder Benedikt Dreyer. Dem Bildschnitzer wird auch der Laurentiusaltar der Bruderschaft der Brauersknechte von 1522 im St.-Annen-Kloster Lübeck zugeordnet. Die Malerei fällt dagegen von der Qualität ab, im Zusammenhang mit einer Einordnung wird häufiger der Notname des ebenfalls namentlich unbekannten Meisters des Bützower Altars genannt.